# Karl Georg Enslen

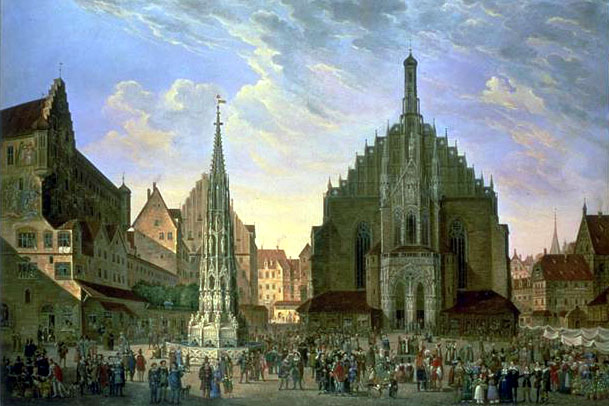
Hauptmarkt in Nürnberg 1839

Karl Georg Enslen (* 20. September 1792 in Wien; † 17. April 1866 in Lille) war ein deutscher Reisemaler.

## Leben
Enslen kam mit seinen Eltern als Kind nach Oliva bei Danzig. Die rastlos reisende Familie Enslen stammte wohl aus dem süddeutschen Raum, wo der in Stuttgart geborene Vater Johann Carl Enslen mit seinem Bruder, dem Maler Gottfried Christian Enslen in Straßburg 1784 spektakuläre, von Montgolfière inspirierte Figurenballons aufsteigen ließ. In Danzig besuchte Karl Georg Enslen 1808 bis 1811 die Danziger Kunstschule, die ab 1809 unter der Leitung von Johann Adam Breysig stand. Danach bezog er von 1813 bis 1815 die Akademie der Künste in Berlin und wurde dort Schüler von Heinrich Gottlieb Eckert, Carl Ludwig Kuhbeil, dem Zeichner Johann Gottfried Niedlich und dem Historienmaler Karl Franz Jakob Heinrich Schumann.
Eine erste Reise durch Deutschland gemeinsam mit seinem Vater, dem Schausteller und Panoramenkonstrukteur Johann Carl Enslen, bestärkte seine künstlerische Entwicklung zum Landschaftsmaler. Er stellte zunächst auf der Ausstellung der Akademie aus, 1818 in München und Ostern 1821 erste Panoramen auf der Leipziger Messe. Neben Vedouten und Prospekten entstanden vermehrt Panoramen, denen er sich besonders bei einem Italienaufenthalt 1822 bis 1826 zuwandte.
1833 wurde er als außerordentliches Mitglied in die Akademie der Künste in Berlin aufgenommen, 1844 Professor. Sein zweiter Italienaufenthalt folgte 1844 bis 1847. 1853 bis 1857 reiste er durch die Länder Skandinaviens und seit 1862 arbeitete er in Belgien. Seine Ansichten der Hauptstädte Europas gelangten über die Ausstellungen der Berliner Akademie der Künste der Jahre 1830 bis 1844 in viele deutsche Museen.
Er wurde am 1. Februar 1858 von König Frederik VII. von Dänemark mit der dänischen Verdienstmedaille Ingenio et arti ausgezeichnet.
Über eine große Sammlung von seinen kulturhistorisch wertvollen Panoramen oder Rundbildern (27 Stück) verfügte seit 1891 das Dommuseum in Lübeck, wo sie beim Luftangriff auf Lübeck 1942 mit dem Museum verbrannten. Erhalten hat sich jedoch beispielsweise eine in Lübeck 1909 gefertigte Kopie seines ca. 5 m × 1 m großen Panoramas von Frankfurt am Main, die dort wieder in die Dauerausstellung des Historischen Museums integriert wurde.

## Enslen in Ausstellungen jüngerer Zeit
- Max Hasse: Deutsche Künstler zeichnen in Italien 1780–1860: Ausstellung Museen für Kunst und Kulturgeschichte der Hansestadt Lübeck, Graphiksammlung, 4. Juni bis 13. August 1972. Lübeck 1972.[5]
- Valentin Kockel: Pompei 360°: i due panorami di Carl Georg Enslen del 1826 / Pompeji 360°: die beiden Panoramen Carl Georg Enslens aus dem Jahre 1826. Electa, Mailand 2006, ISBN 88-370-4364-3 (Text dt./ital.).

## Schriften
- Paris en relief dargestellt … noch besonders ist in einem größern Maaßstabe das berühmte Palais Royal aufgestellt ...; Optische Panoramen enthalten: 1. Das Panorama von Paris …; eine aerostatische kollossalische Figur, einen Ritter zu Pferde vorstellend … diese Kunstausstellung nur fünf Tage von Morgen Freitag den 27. Juny bis Dienstag den 1. July zu sehen seyn wird. Düsseldorf 1817.
- Führer auf Enslen's malerischer Reise im Zimmer: 2te Reihenfolge: Rückreise aus Italien, mit welcher sich diese Ausstellung - nur noch kurze Zeit geöffnet - gänzlich schließt ; (Täglich eröffnet in den Mittagsstunden von 10 bis 3 Uhr und in dem Abendstunden von 6 bis 9 Uhr in dem Hauptgeschoß d. Hauses A-B-C-Straße No. 45). Wörmer, Hamburg 1838.
- Enslen's Rundgemälde, neue Reihenfolge, Heller & Rohm, [Frankfurt am Main, ca. 1850], 1 Blatt.
- Erläuterungen der perspectivischen Rundgemälde. Original-Aufnahmen / gemalt von C. Enslen. Selbstverlag, Berlin 1851.
- Erläuterungen der pittoresken Darstellungen aus Italien und dem Norden / Original-Aufnahmen gemalt von C. G. Enslen. DuMont-Schauberg, Köln 1860.
- Erläuterungen der pittoresken Darstellungen einer Reise von Frankfurt am Main über Hamburg nach Scandinavien und zurück, aufgestellt in Neue Kräme No. 28, im ersten Stock. Adelmann, Frankfurt a. M. [ca. 1860].